# Legion (zespół blackmetalowy)
Legion – polska grupa muzyczna wykonująca black metal i NSBM. Powstała w 1994 roku we Wrocławiu z inicjatywy znanego z występów w grupie Graveland instrumentalisty Roberta Fudalego pseudonim Rob Darken (gitara elektryczna/basowa, perkusja) oraz znanego z grupy Mysteries wokalisty Leinada.
Grupa jest zaliczana do prekursorów gatunku NSBM w Polsce. W swych utworach odwołuje się do antysemityzmu, patriotyzmu, historii Polski oraz antychrześcijaństwa. Legion znajduje się na liście Anti-Defamation League wymieniającej zespoły wykonujące „muzykę nienawiści”.

## Dyskografia
- 1994 Blood on My Knife (Demo)
- 1995 Legion / Perunwit (Split z grupą Perunwit)
- 2004 Blood on My Knife (Split z grupa Veles)